# Vertigo (Achterbahn)
Vertigo im Freizeitpark Walibi Belgium in Wavre, Belgien war die erste Hängebahn vom Typ Mountain Glider des Herstellers Input Projektentwicklungs-GmbH, einem Tochterunternehmen des Seilbahnherstellers Doppelmayr. Die Bahn kombinierte Eigenschaften von Achter- und Seilbahn, weshalb sie als Suspended Coaster kategorisiert wird.
Die acht Einzelchaisen für jeweils vier Personen in einer Reihe wurden nach der Station von einem Vertikallift auf 50 Meter Höhe transportiert. Die Wagen fuhren nicht wie bei Achterbahnen auf Schienen, sondern auf einer Art Stahlseil mit Vierkantprofilen oben und unten für die Führung. Die gesamte 720 Meter lange Strecke war dabei an nur sieben Stützen aufgehängt. Die Wagen wechselten während der Fahrt dreimal die Richtung und durchfuhren 137°-, 246°- und 518°-Kurven. Die geraden Strecken dazwischen hatten auch ansteigende Abschnitte. Die Wagen konnten sowohl seitlich als auch nach vorn und hinten ausschwingen. Seitliche Beschleunigungskräfte wurden somit reduziert. Die Mitfahrer wurden nur durch Schoßbügel in den, von der Sitzposition an Skilifte erinnernden, Sitzen gehalten.
Anders als bei den meisten Achterbahnen mit Mehrzugbetrieb kamen bei Vertigo keine Blockbremsen zum Einsatz. Die Bremsen waren in den Wagen selbst integriert. Gesteuert wurde die Anlage über ein speziell entwickeltes Funksystem, bei dem die Wagen mit dem zentralen Computer über WLAN kommunizierten.
Ursprünglich war geplant, Vertigo zur Saison 2006 zu eröffnen. Technische Probleme zögerten die Freigabe für das Publikum aber bis zum 16. Juni 2007 heraus. Da weiterhin häufig technische Probleme auftraten, die zu Ausfällen führten, wurde die Bahn in der Wintersaison 2007/2008 technisch überarbeitet und am 8. Mai 2008 offiziell mit einer Feier neu eröffnet. Bereits am 19. Mai musste sie wegen weiterer unerwarteter technischer Zwischenfälle erneut geschlossen werden. Die Attraktion wurde seitdem auch nicht mehr vom Park beworben. Am 10. Oktober 2008 gab Walibi Belgium offiziell bekannt, dass die Anlage abgebaut und aus dem Park entfernt wird.

## Auszeichnungen
- FKF-Award 2007, Innovationspreis des Freundeskreises Kirmes und Freizeitparks e.V.[2]
- Ultimate Mobility Award für das Bremssystem[3]

## Fotos

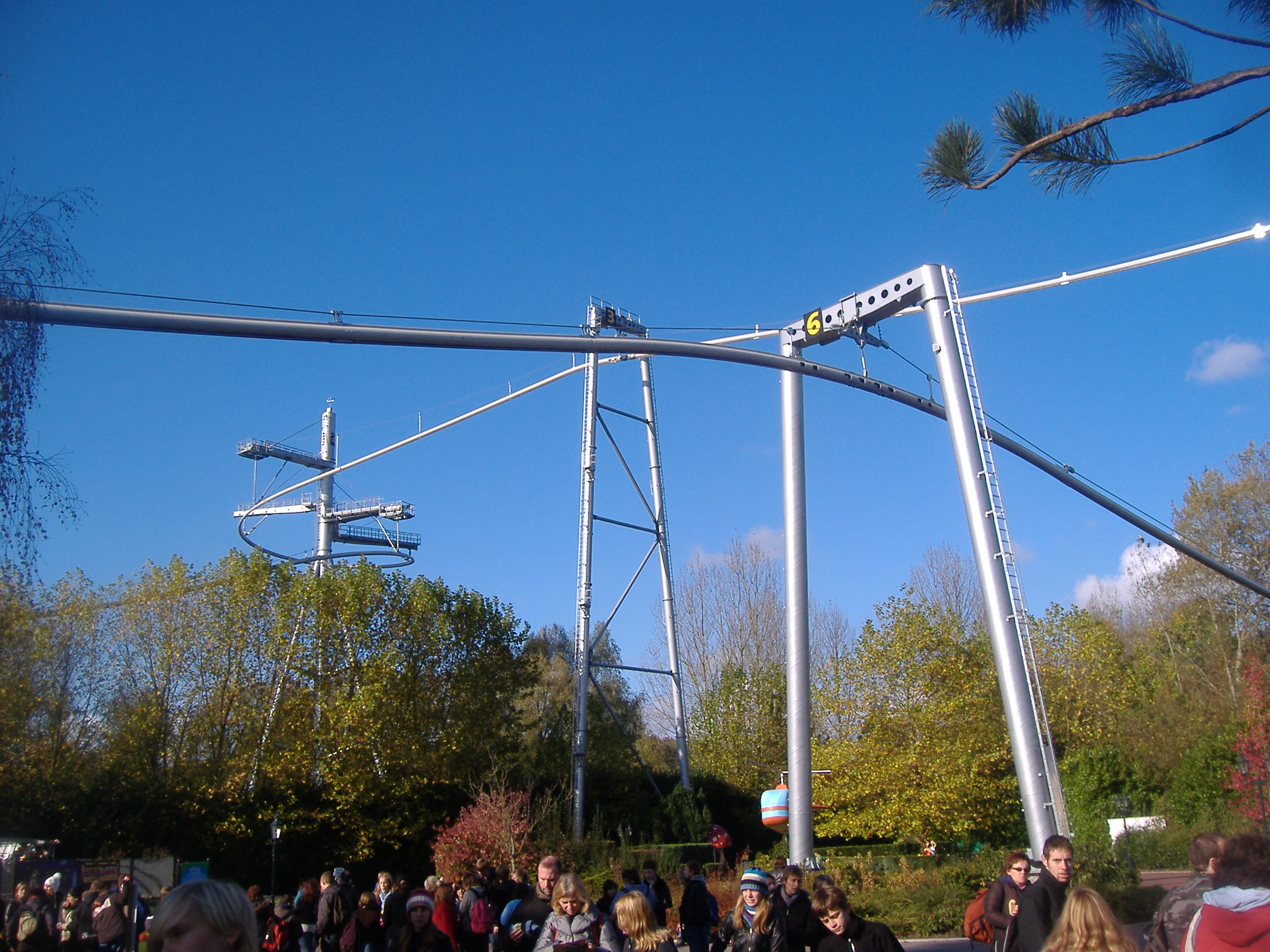
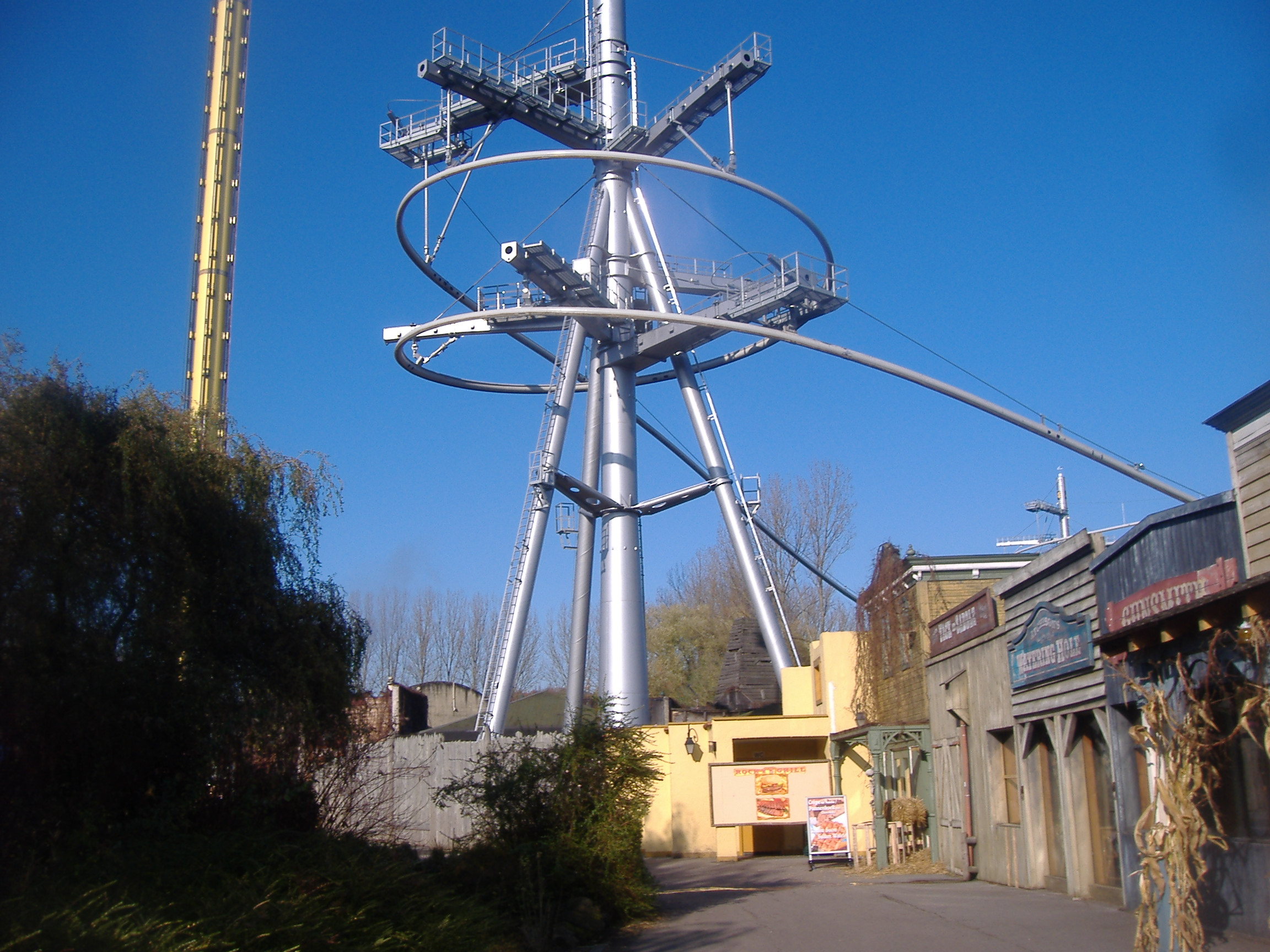
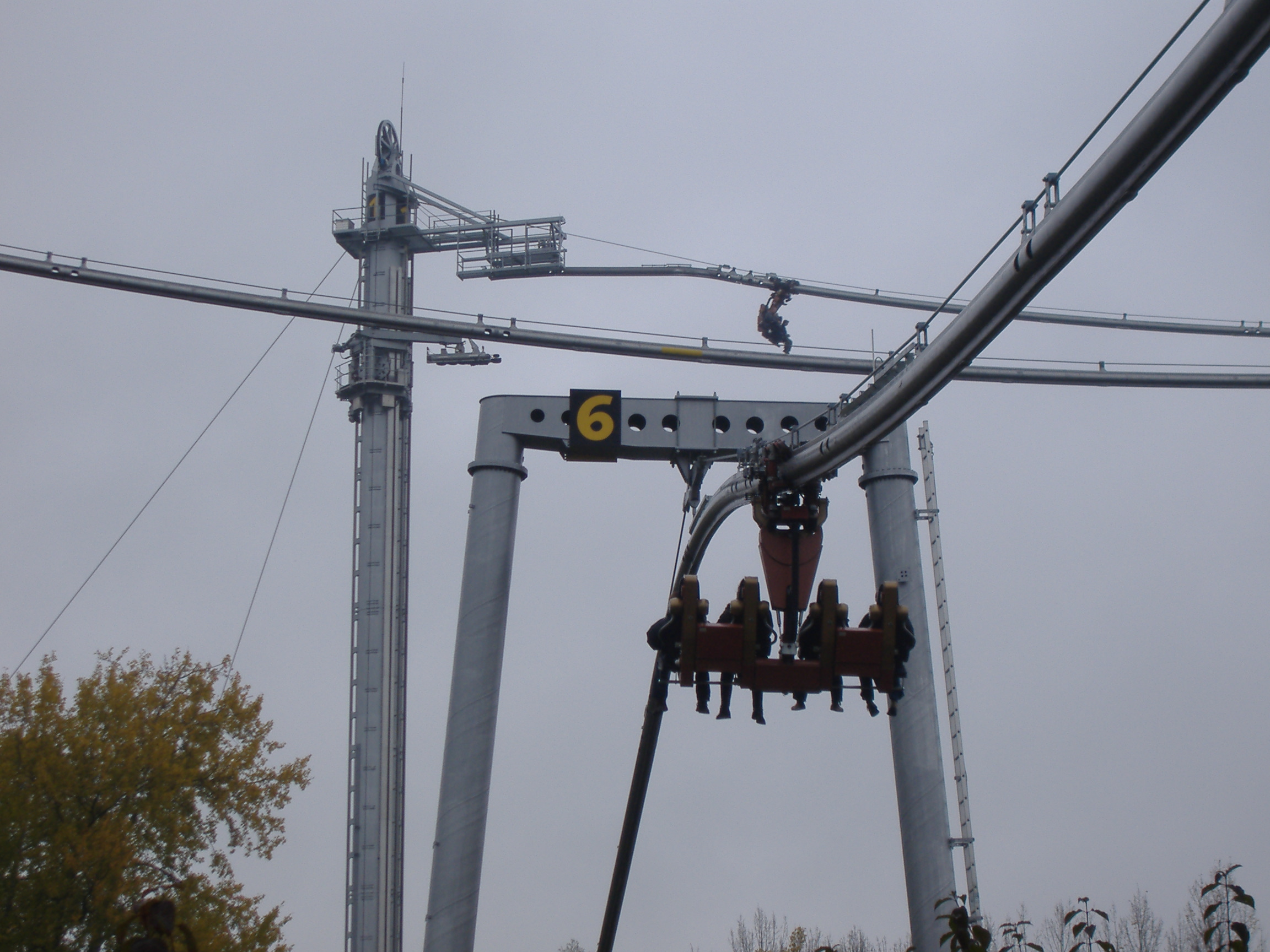